# Lespesia spitzi
Lespesia spitzi är en tvåvingeart som beskrevs av Guimaraes 1983. Lespesia spitzi ingår i släktet Lespesia och familjen parasitflugor. Inga underarter finns listade i Catalogue of Life.